# Заједно смо јачи
Заједно смо јачи је шести• албум Халида Бешлића. Издат је 1986. године. Издавачка кућа је Дискос.

## Песме
1. Проклета је жена та
2. Заједно смо јачи
3. Многи су је пољубили
4. Јабуке су биле слатке
5. Вољела ме једна Есма
6. Најљепши драгуљи
7. Некад сам ти био драг
8. Младост је отишла